# Зачароване коло
«Зачаро́ване ко́ло» (англ. Runaround) — науково-фантастичне оповідання американського письменника Айзека Азімова, написане восени 1941 року. Вперше надруковане у березні 1942-го в журналі Astounding Science Fiction. Оповідання входило до складу авторських збірників «Я, робот» (1950), «Все про роботів» (1982) та «Мрії робота» (1990).

## Сюжет
Події розгортаються навколо постійних персонажів циклу — Донована та Пауелла. Фабула, як і в інших творах циклу, побудована навколо Трьох законів робототехніки, та дозволяє читачу відстежити намагання вирішити дилему, яку вони породжують. Саме у цьому оповіданні Азімов сформулював «Три закони робототехніки».
2015 року Донован, Пауелл та робот «Спіді» СПД-13 (англ. Robot SPD-13 «Speedy») вирушають на Меркурій з метою розконсервування станцій рудників, що були закриті за десять років до того. Після прибуття вони дізнаються, що на сонячних батареях, котрі підтримували життєдіяльність станції, закінчився селен. Найближче селенове озеро розташоване за 17 миль від станції. З огляду на те, що тільки Спіді може витримати нестерпну спеку атмосфери Меркурія, Донован приймає рішення послати за селеном робота. Проходить п'ять годин, Спіді не повернувся, тривога охоплює Донована та Пауелла. Люди змогли спіймати немодульований короткохвильовий сигнал від робота, і вирушають на пошуки Спіді. Донован встановив, що Спіді з незрозумілої причини бігає наколо селенового озера, пошукова група рушає верхи на роботах застарілої конструкції.
З'ясовується, що наказ, який отримав Спіді, був недостатньо чітко сформульований, тому згідно з Другим законом робототехніки слабко потенційований наказ зрівнявся із Третім законом (самозбереження). Внаслідок конфлікту рівновеликих наказів мозок робота дав збій, тому Спіді почав кружляти навколо озера по лінії, на якій потенціали обидвох законів були рівні. За допомогою Першого закону робототехніки Пауел зумів вивести Спіді зі ступору.
Три закони робототехніки, уперше сформульовані в цьому оповіданні, неодноразово використовували згодом у різних оповіданнях. Серед екранізацій — «Двохсотлітня людина», «Я, робот», «Час Єви».